# بيير بوليه

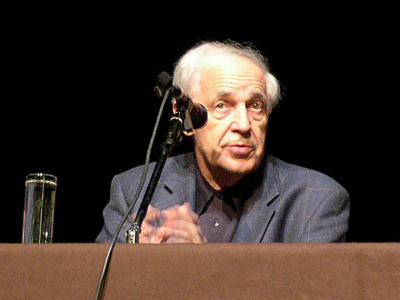
بيير بيوليز في عام 2004م

بيير لويس جوزيف بوليز (بالفرنسية: Pierre Louis Joseph Boulez) (عاش في الفترة منذ 26 مارس 1925 حتى 5 يناير 2016) موسيقار فرنسي وقائد فرقة موسيقية ومؤسس لعديد من المؤسسات الموسيقية. كان أحد الشخصيات ذائعة الصيت في عالم الموسيقى الكلاسيكية في فترة ما بعد الحرب.
وُلد في مونبريسون في مقاطعة لوار بفرنسا، وكان والده مهندسًا، درس بولز في معهد باريس للموسيقى مع أوليفييه مسيان، وبالتحديد مع أندريه فورابورغ ورينيه ليبوتز. عمل في بداية حياته المهنية في أواخر أربعينيات القرن العشرين مديرًا موسيقيًا لشركة مسرح رينود بارولت للمسرح في باريس. في خمسينيات القرن العشرين، أصبح بسرعة شخصيةً رائدةً في الموسيقى المجدِدة لكونه ملحنًا شابًا أدى دورًا هامًا في تطوير السريالية المتكاملة والموسيقى العفوية. كان ابتداءً من سبعينيات القرن العشرين فصاعدًا رائدًا في التحول الإلكتروني لموسيقى الآلات الموسيقية في حينها. يشير ميله إلى مراجعة المُؤلفات السابقة إلى أن مجموعة المُؤلفات المُنجزة وقتها كانت صغيرة نسبيًا، لكنها اشتملت على قطع يعتبرها كثيرون علامات بارزة لموسيقى القرن العشرين، مثل: لو مارتو سانس ميتر (بالفرنسية: Le Marteau sans maître) أي «مطرقة دون سيد»، وبولي سيلون بولي (بالفرنسية: Pli selon pli) أي «أضعاف في أضعاف»، وريبونز (بالفرنسية: Répons) أي «ترنيمة قصيرة». أدى التزامه الصارم بالحداثة ولهجته شديدة السجالية التي عبر بها عن آرائه في الموسيقى إلى انتقاد البعض له ووصمه بالتشدد.
أصبح بولز أحد أبرز الموسيقيين في جيله بالتوازي مع نشاطاته التي مارسها باعتباره موسيقارًا. أمضى حياته المهنية التي استمرت أكثر من ستين سنة شاغلًا منصب رئيس أوركسترا نيويورك وأوركسترا بي بي سي السمفونية، ومديرًا موسيقيًا لفرقة إنسيمبل إنتركونتيمبورين «الجوقة المعاصرة» وقائد موسيقي ضيف لأوركسترا شيكاغو السمفونية وأوركسترا كليفلاند. شارك باستمرار مع العديد من الفرق الموسيقية الكبرى الأخرى في العالم كضيف، بما في ذلك أوركسترا فيينا الفيلهارمونية، وأوركسترا برلين الفيلهارمونية وأوركسترا لندن السمفونية. عُرف بعروضه الموسيقية في النصف الأول من القرن العشرين -بما في ذلك ديبوسي، ورافيل، وسترافينسكي، وبارتوك، ومدرسة فيينا الثانية- فضلًا عن أداء معاصريه، مثل: ليغيتي، وبيريو، وكارتر. شمل عمله في دار الأوبرا أعمالًا مثل: ياهرونديرترنغ (بالألمانية: Jahrhundertring) أي «حلقة القرن» -وهي من مؤلفة دير رينغس ديس نيبيلونين (بالألمانية: Der Ring des Nibelungen) أي «خاتم النيبلنغين» لفاجنر ضمن مهرجان بايرويت (بالألمانية: Bayreuther Festspiele) والعرض العالمي الأول لأوبرا لولو في نسختها الثالثة التي قدمها ألبان بيرج. لديه إرث كبير من الموسيقى المحفوظة.
أسس عددًا من المعاهد الموسيقية في باريس، بما في ذلك فرقة دومين موزيكال (بالفرنسية: Domaine musical) ومعهد أبحاث وتنسيق الصوتيات والموسيقى (بالفرنسية: the Institut de Recherche et Coordination Acoustique/Musique) وفرقة إنسيمبل إنتركونتيمبورين «الجوقة المعاصرة» ومدينة الموسيقى (بالفرنسية: Cité de la Musique) وأوركسترا أكاديمية لوسرن الاحتفالية في سويسرا.

## السيرة الذاتية

### 1925-1943: الطفولة وأيام المدرسة
وُلد بيير بوليز في السادس والعشرين من مارس عام 1925 في مونبريسون، وهي بلدة صغيرة في مقاطعة لوار الواقعة وسط شرق فرنسا، والديه هما ليون ومارسيل بوليز (اسمها الأخير قبل الزواج: كالإبر). كان ترتيبه الثالث بين أربعة أطفال: الأخت الكبرى جين (1922-2018)، والأخ الأصغر روجر (وُلد في 1936) سبقهم ولد أول يُدعى بيير أيضًا (وُلد في 1920) تُوفي في طفولته. كان ليون (1891-1969) مهندس ومدير تقني لمصنع للفولاذ، وصفه كُتّاب السيرة الذاتية بأنه شخصية استبدادية، وإن كان لديه إحساس قوي بالإنصاف. أما مارسيل (1897-1985) المرأة المنفتحة انصاعت لمعتقدات زوجها الكاثوليكية المتشددة، لكنها لم تكن بالضرورة تشاركه فيها. ازدهرت الأسرة، إذ انتقلت في عام 1929 من الشقة الكائنة أعلى الصيدلية -مكان ولادة بوليز- إلى منزل منفصل أكثر راحة قضى فيه معظم طفولته.
درس بوليز بدءًا من السابعة من عمره في معهد فيكتور دي لابرادي وهو معهد لاهوتي كاثوليكي قضى فيه ثلاث عشرة ساعة يوميًا في الدراسة والصلاة. عندما بلغ الثامنة عشرة من عمره، رفض الكاثوليكية، واصفًا نفسه لاحقًا بأنه لاأدريّ.

## وصلات خارجية
- بيير بوليه على موقع IMDb (الإنجليزية)
- بيير بوليه على موقع الموسوعة البريطانية (الإنجليزية)
- بيير بوليه على موقع مونزينجر (الألمانية)
- بيير بوليه على موقع ألو سيني (الفرنسية)
- بيير بوليه على موقع ميوزك برينز (الإنجليزية)
- بيير بوليه على موقع أول موفي (الإنجليزية)
- بيير بوليه على موقع قاعدة بيانات برودواي على الإنترنت (الإنجليزية)
- بيير بوليه على موقع إن إن دي بي (الإنجليزية)
- بيير بوليه على موقع أول ميوزيك (الإنجليزية)
- بيير بوليه على موقع ديسكوغز (الإنجليزية)
- Pierre Boulez biography and works on the UE website (publisher)
- Pierre Boulez Interview with Andy Carvin, 1992
- Pierre Boulez CompositionToday articles and review of works
- Pierre Boulez Photographic portrait by Philippe Gontier
- Tommasini, Anthony, "Boulez Salutes Bits and Bytes With an Artistic Partnership". New York Times, 25 April 2005.
- Clements, Andrew and Service, Tom (compilers), "A master who worked with a very small hammer". The Guardian, 25 March 2005.
- Boulez interviewed by Charles Amirkhanian, with Andrew Gerzso, 16 February 1986